# 愛知電気鉄道デハ3300形電車
愛知電気鉄道デハ3300形電車（あいちでんきてつどうでは3300がたでんしゃ）は、名古屋鉄道（名鉄）の前身事業者の一つである愛知電気鉄道（愛電）が1928年（昭和3年）に導入した電車（制御電動車）である。
同型の車両として両運転台構造のデハ3300形に対して片運転台構造とした制御電動車デハ3600形、および同じく片運転台構造の制御車サハ2040形が順次導入され、その直線基調の重厚な外観から「大ドス」の愛称で呼称された。
1935年（昭和10年）8月の愛知電気鉄道と名岐鉄道との合併による現・名古屋鉄道（名鉄）の発足を経て、上記3形式は最終的にモ3300形（初代）およびモ3350形（2代）の2形式に再編され、さらに運用晩年には一部の車両が電装解除によって制御車ク2340形となり、1967年（昭和42年）まで運用された。
以下、本項では上記デハ3300形・デハ3600形・サハ2040形の3形式について記述する。また本文中でこれら3形式を総称する場合、便宜的に「本系列」と表記する。

## 導入経緯
愛知電気鉄道（愛電）は1927年（昭和2年）の豊橋線神宮前 - 吉田（現・豊橋、以下本項では煩雑さ回避のため全て「豊橋」表記で統一）間全線開通に続き、常滑線の架線電圧1,500 V昇圧、西尾線の電化および1,067 mm軌間への改軌と大規模な路線改良計画を相次いで策定した。これらに伴って増加する所要車両数を充足し、輸送力増強を実現する目的で1928年（昭和3年）4月7日付設計認可申請にて制御電動車10両の導入を計画した。
10両の内訳は両運転台車が6両、片運転台車が4両とされ、設計認可申請に先行して同年1月31日付で日本車輌製造本店において設計図面「外-イ-4126」が作成されている。前者はデハ3300形3300 - 3304・3306として同年7月23日竣功届出にて、後者はデハ3600形3600 - 3603として同年12月29日竣功届出にて、それぞれ導入された。翌1929年（昭和4年）には更なる輸送力増強を目的として制御車5両の設計認可を同年5月29日付で申請、同年7月18日竣功届出にてサハ2040形2040 - 2044が導入された。以上の経緯によって、3形式計15両が順次落成し就役した。設計・製造はいずれも日本車輌製造本店にて行われた。
車両番号末尾「5」を忌み数とする愛電の車両付番基準はデハ3300形においても踏襲された一方、本系列導入に先立つ1927年（昭和2年）11月18日届出にて施行された形式称号改定によって従来愛電の保有車両で用いられた「電○形」「附○形」の形式称号は廃止されていた。従って、デハ3300形・デハ3600形・サハ2040形は愛電が新製導入した旅客用車両形式の中で唯一、落成当初より「デハ」「サハ」の車種記号と各形式初号車（トップナンバー車両）の車両番号を組み合わせた形式称号が付与された車両形式であった。また、愛電は本系列導入直後の1929年（昭和4年）度以降昭和恐慌に起因する深刻な経営不振に陥り、本系列以降旅客用車両の新製を行わなかったことから、この15両が愛電における最後の旅客用新造車両となった。
なお、愛電の傘下事業者である知多鉄道が路線開通に際して1931年（昭和6年）に導入したデハ910形は、デハ3300形を設計の基本に車体長の縮小など設計変更を施した車両である。

## 車体
前述の通りデハ3300形が両運転台構造であるのに対して、デハ3600形は神宮前側妻面（下り向き）に、サハ2040形は豊橋側妻面（上り向き）にそれぞれ運転台を備える片運転台構造と仕様が異なるものの、車体寸法をはじめ主要設計は3形式で統一されている。
車体長17,500 mm・車体幅2,630 mmの、構体主要部分を普通鋼製とした半鋼製車体を備える。連結器を含めた全長は18,352 mmに達する愛電一の大型車であり、先行して導入されたデハ3080形・サハ2020形（電7形・附3形）と比較すると車体長が1,650 mm、車体幅が140 mmそれぞれ拡大されている。構体の製造に際しては従来工法であるリベット組立のほか溶接工法も併用され、溶接工法は愛電の保有車両では初の適用例であると同時に製造元である日本車輌製造においても本系列が溶接工法を取り入れて製造した鉄道車両の初納入例となった。溶接工法はリベット組立工法と比較して製造工程の簡易化・構体の軽量化および美観向上にメリットを有し、本系列では主に構体側柱部と外板との固定に溶接工法が採用されている。また、デハ3080形・サハ2020形では構体開口部の補強部材であるウィンドウ・シルおよびウィンドウ・ヘッダーが窓の上下部にのみ設置されていたが、本系列ではウィンドウ・ヘッダーが各扉上部を含め車体全周に回された設計となっている。
妻面形状はデハ1040形（電5形）以来標準となった平妻形状を踏襲、その直線的なデザインは愛電スタイルの集大成であるとも評される。中央部に600 mm幅の貫通扉を備え、左右両側に710mm幅の前面窓を配置する。前面貫通扉の構造はデハ3300形およびデハ3600形が内側開き戸構造であったのに対してサハ2040形は引き戸構造とされ、さらに落成当初より貫通扉周囲に貫通幌枠を備えた点が異なる。
側面の片側2扉構造はデハ3080形・サハ2020形と同様であるが、本系列では乗務員扉が車掌側に加えて運転台側にも設置された。また、運転台側の乗務員扉が460 mm幅の狭幅開き扉構造であるのに対して、車掌側の乗務員扉は小手荷物輸送の便宜を考慮した710 mm幅の広幅引き扉構造と設計を違えている。側窓は開閉可能窓については下段上昇式の二枚窓構造とし、戸袋窓を含めてデハ3080形・サハ2020形と同一の710 mm幅で統一されている。窓間柱は戸袋窓と隣接する側窓との間に位置する柱のみ296 mm幅と大きく取られ、その他は100 mm幅である。また、戸袋窓を含む全ての側窓下部に2本の保護棒が設置されている。片側2箇所備える片開客用扉は1,200 mm幅とし、車内側にステップを内蔵するが、このステップ直下の車体裾部分のみ下方（軌条方向）へ引き下げられている点が外観上の大きな特徴となっている。側面窓配置はデハ3300形がd 2 D 1 8 1 D 2 d（d：乗務員扉、D：客用扉、各数値は側窓の枚数）、デハ3600形およびサハ2040形がd 2 D 1 8 1 D 3である。
車体塗装は愛電標準のマルーン1色塗装を踏襲し、側面幕板部には従来車各形式と同様に社紋をモチーフとした装飾塗装が施されているが、デハ3080形・サハ2020形で実施された側面腰板部四隅の装飾塗装は省略された。
デハ3300形およびデハ3600形は屋根部の神宮前寄り（下り側）の一端にパンタグラフ台座と歩み板（ランボード）を設置、サハ2040形についても連結面に相当する神宮前寄りの一端にランボードを設置した。その他、計5基の通風器（ベンチレーター）を中央一列配置で設置し、その左右両脇にもランボードを設置している。前照灯は250 W仕様の白熱灯型前照灯を1灯、先頭部屋根上中央に取付ステーを介して設置した。
車内はデハ3080形・サハ2020形の仕様を踏襲したボックスシート構造の固定クロスシートとロングシートを組み合わせたセミクロスシート仕様である。車端部と戸袋窓部にロングシートを、客用扉間の計8枚の側窓に相当する部分に固定クロスシートを左右5脚ずつ、それぞれ配置した。デハ3080形・サハ2020形と比較すると車体長が延長された分左右1脚ずつ固定クロスシート区画が増加している。クロスシートの座席間隔（シートピッチ）は1,650 mm、前後座面長は540 mmとし、当時の鉄道省における二等客車（現在のグリーン車に相当）並みの居住性であったと評される。車両定員はデハ3300形が140人（座席56人）、デハ3600形およびサハ2040形が150人（座席60人）である。
車内天井部の設計はデハ3080形・サハ2020形の天井中央部分のみを高くした二段屋根構造から段差のない丸屋根構造に変更された。天井中央部には白熱灯式照明器具を1両あたり6基一列配置し、座席下部には電熱線式の車内暖房装置を備える。また、車内つり革はロングシート部分にのみ設置されている。

## 主要機器
主要機器についてはデハ1060形・デハ1066形（電6形）にて確立された愛電における標準仕様、100 PS級主電動機とHL制御装置の組み合わせを踏襲した。
制御装置は米国・ウェスティングハウス・エレクトリック (WH) 製のHL-272-G-6電空単位スイッチ式間接手動進段制御（HL制御）装置を採用する。同時代、後に愛電と合併することとなる旧・名古屋鉄道（後の名岐鉄道）では既に大正年間より電動カム軸式の自動加速制御装置が主流となっていたが、愛電では従来車との総括制御や直流1,500 Vという高電圧環境下における動作の信頼性の観点から、本系列についてもHL制御仕様を踏襲したとされる。力行制御段数は直列5段・並列4段の計9段で、弱め界磁制御機能は従来車と同じく持たない。
主電動機はWH製のWH-556-J6直流直巻電動機（端子電圧750 V時定格出力100 PS≒74.6 kW・同定格回転数985 rpm）を採用、歯車比3.045 (67:22) にて1両あたり4基、各軸に搭載する。全界磁時定格牽引力は2,100 kgf、同定格速度は51 km/hを公称する。
台車は従来車各形式が米国・ブリル (J.G.Brill) 製または米国・ボールドウィン・ロコモティブ・ワークス (BLW) 製の輸入品を採用していたのに対して、本系列ではBLW製ボールドウィンA形台車を設計の基本に日本車輌製造が製造した形鋼組立形の釣り合い梁式台車であるD16を全面採用した。また、台車の軸受構造を従来の平軸受（プレーンベアリング）仕様から英国・ホフマン製のコロ軸受（ローラーベアリング）仕様に改良した点が特筆される。固定軸間距離は2,134 mm、車輪径は864 mmである。
制動装置は米国・ウェスティングハウス・エア・ブレーキ (WABCO) 製のM-2-B三動弁を用いた制御管式自動空気ブレーキ仕様である。デハ3300形・デハ3600形の制動装置はAMM、サハ2040形の制動装置はACMとそれぞれ呼称された。また、全車とも自動空気ブレーキと直通ブレーキとの切り替え機能を備える。
その他、連結器はシャロン式下作用型の自動連結器を各車両の前後端部に装着し、電動空気圧縮機 (CP) はWH製DH-25を、集電装置は同じくWH製の菱形パンタグラフS-514-Aを、いずれもデハ3300形・デハ3600形へ1両あたり1基搭載した。

## 運用

### 運用開始
愛電は1927年（昭和2年）6月1日の豊橋線全線開通に際して神宮前 - 豊橋（当時は「吉田駅」）間に毎時1本の急行を設定、さらにうち1往復を途中東岡崎・伊奈の2駅のみ停車とした特急とした。急行の所要時分は72分、特急の所要時分は63分と、競合路線である鉄道省（省線）東海道本線の列車における熱田 - 豊橋間の所要時分が110分であったことと比較して大幅な時間短縮を実現した。本系列はデハ3080形・サハ2020形とともに主にこの特急・急行運用に充当された。
本系列導入と前後して、愛電は豊橋線全区間の中でも最初期に「有松線」として開通した区間に相当する神宮前 - 東笠寺間の複線化および路線改良工事に着手した。この区間は単線かつ多数の急曲線が存在し、運行ダイヤ編成上の制約の要因となっていた。工事は1930年（昭和5年）7月に完成、豊橋線は神宮前 - 堀田間および笠寺（現・本笠寺） - 東笠寺間の2区間を除いて複線化され、急曲線が解消されたことによって運行列車の更なる速達化が可能となった。同年9月20日に実施されたダイヤ改正では神宮前 - 豊橋間の特急の所要時分を60分、急行の所要時分を70分と従来より2 - 3分短縮し、さらに1日3往復設定された特急のうちの1往復は、途中停車駅を特急と同一としながらも所要時分を3分短縮した57分運転とする速達列車とした。この速達列車は種別を「超特急」と称し、「あさひ」の列車愛称が与えられた。「あさひ」運用には本系列が専従し、運用時には朝日と波をかたどった長方形の大型ヘッドマークが前面に掲出された。中でもデハ3300形3302は「あさひ」専用車両に指定され、独特な音色の専用警笛（タイフォン）を装備していたと伝えられている。

### 台車交換・改造
前述の通り当初は本系列全車ともコロ軸受仕様のD16台車を装着したが、デハ3300形3306およびデハ3600形3600 - 3603の計5両は、1929年（昭和4年）5月30日付設計変更申請、同年9月14日付竣功届出にてBLW製の形鋼組立形釣り合い梁式台車BW 84-30-AAへ交換された。BW 84-30-AAは固定軸間距離2,134 mmの設計はD16と共通ながら、車輪径は914 mmと大径化され、また軸受構造は平軸受仕様に変更された。車輪の大径化に伴って連結器中心高に相違が発生しないようBW 84-30-AA装着車両の台車側受の上下寸法をD16装着車両より25 mm縮小したほか、BW 84-30-AA装着車両はD16装着車両と比較して公称自重が0.32 t軽量化されている。なお、名鉄継承後の1944年（昭和19年）当時に作成された諸元表ではBW 84-30-AA装着車両についてもD16装着車両と同じく車輪径864 mmで統一されている。
さらにデハ3300形3300 - 3304およびサハ2040形2040 - 2044についても翌1930年（昭和5年）10月31日付認可でD16台車のまま軸受部の改造が施工され、デハ3300 - デハ3304は1931年（昭和6年）4月25日付竣功届出、サハ2040 - サハ2044は1932年（昭和7年）1月12日付竣功届出にて、それぞれ落成した。

### 名鉄継承後
1935年（昭和10年）8月1日付で愛電は旧・名古屋鉄道改め名岐鉄道と対等合併し、現・名古屋鉄道（名鉄）が発足、デハ3300形・デハ3600形・サハ2040形は原形式・原番号のまま名鉄へ継承された。また合併後、愛電由来の各路線は「東部線」、名岐鉄道由来の各路線は「西部線」とそれぞれ総称されるようになり、本系列は引き続き東部線の主力車両として運用された。
1941年（昭和16年）に実施された形式称号・車種記号改定に際しては、車種記号が愛電流儀の「デハ」「サハ」から名鉄流儀の「モ」「ク」へ変更された。デハ3300形はモ3300形（初代）3301 - 3306、デハ3600形はモ3600形（初代）3601 - 3604、サハ2040形はク2040形（初代）2041 - 2045とそれぞれ形式称号・記号番号を改め、同時に車番のゼロ起番を廃する目的で改番も実施された。その後1942年（昭和17年）頃より車体塗装のダークグリーン一色塗装への変更、および太平洋戦争激化に伴う戦時体制への移行による旅客増に対応する目的での車内座席のオールロングシート化改造が順次実施された。
また、1944年（昭和19年）当時の諸元表によると、モ3305・モ3306の2両は当時米国・ゼネラル・エレクトリック (GE) 製のGE-244直流直巻電動機（端子電圧750 V時定格出力125 PS≒95 kW）を搭載していたと記録されている。歯車比は2.36 (59:25) と、同じく当時GE-244を搭載したモ3100形の歯車比3.20 (64:20) と比較すると大幅に高速寄り（ハイギヤード）の設定がなされていた。ただし、戦後の1952年（昭和27年）当時の諸元表では同2両も他車と同様WH-556-J6搭載・歯車比3.045 (67:22) と記録されている。
この時期の本系列はモ3200形（デハ3080形より改形式）などHL制御の他形式との併用が見られたほか、1940年（昭和15年）12月に本来はAL車に属するク2050形（初代）が編成を組成するモ3350形（初代）の落成に先立って暫定的にHL制御の制御車として落成したことに伴って、翌1941年（昭和16年）6月のモ3350形（初代）落成までの期間、同形式とも編成を組成して運用された。
戦時中にはモ3300形3302とモ3600形3603の2両が空襲によって被災し、いずれも後に修復されて運用に復帰した。修復工事に際してモ3603は方向転換が実施され、ク2040形と同じく豊橋向きに運転台を備える車両となった。

### 戦後の動向
愛電由来の東部線と名岐由来の西部線は当初路線が繋がっておらず、これを接続する「東西連絡線」建設計画が現・名鉄発足当時より存在した。1944年（昭和19年）9月1日には西部線が新名古屋（現・名鉄名古屋）を経由して神宮前まで延伸され、東西両路線が接続された。この段階では懸案であった西部線の架線電圧を従来の直流600 Vから東部線幹線区間と同一の直流1,500 Vに昇圧する工事が太平洋戦争激化による資材不足のため完成の見通しが立たず、運行系統は金山橋（現・金山）を境界駅として東西に二分されていた。昇圧工事は太平洋戦争終戦後の1948年（昭和23年）5月12日に完成、同年5月16日より西部線・東部線の新岐阜（現・名鉄岐阜） - 新名古屋 - 神宮前 - 豊橋間が「名古屋本線」として運行系統が一本化され、東西直通運転が開始された。
この架線電圧昇圧に際して不足する1,500 V仕様の電動車を補充する目的で、直通運転開始前年の1947年（昭和22年）にク2040形全車を対象にモ3300形・モ3600形と同一仕様の主要機器で電装する制御電動車化改造が施工された。改造後はモ3600形に編入されて旧番順にモ3605 - モ3610と記号番号を改めたのち、モ3601 - モ3604とは台車および制御装置が異なっていたことから1950年（昭和25年）に別形式に区分され、モ3610形3611 - 3615の形式・記号番号が付与された。なお、同5両は制御電動車化に際して落成以来の屋根上ランボードなどを生かす形でパンタグラフを連結面寄りに搭載した点が特徴であったが、これは後年モ3601 - モ3604と同じく先頭寄りに移設されている。
前後して、1948年（昭和23年）8月に発生した太田川車庫火災においてモ3300形3301・3304（いずれも初代）がモ910形914（旧知多デハ910形）とともに被災焼失した。復旧に際して焼損した旧車体は廃棄され、当時の最新型車両であった運輸省規格形車両の3800系と同一の車体を新製、復旧後はモ3750形と別形式に区分された。その後1951年（昭和26年）10月にモ3305・モ3306を旧番順にモ3301・モ3304（いずれも2代）と改番、空番を解消した。
1952年（昭和27年）9月に実施された形式称号改定にて、モ3600形3601 - 3604（形式・車番とも初代）はモ3350形3351 - 3354（形式・車番とも初代）と形式・記号番号を交換する形でモ3350形3351 - 3354（形式・車番とも2代）となった。同時にモ3610形全車を再びモ3350形へ編入し、旧番順にモ3355 - モ3359と記号番号を改めている。
後年の本系列は新型車両の導入に伴って他のHL車各形式と同様に名古屋本線における運用から順次撤退、モ910形・モ3200形・ク2080形などと2 - 3両編成を組成して主に常滑線・河和線にて運用された。編成は固定されておらず流動的であったが、一例として1961年（昭和36年）7月当時の編成を以下に示す（編成表左側が豊橋寄り）。
- モ3302-モ3303-ク2081
- モ3355-モ3356-モ3351
- モ3357-モ3358-モ3352
- モ3359-モ3304-モ3354
- モ917-モ3353-ク2082

以上3両編成5本に加えて、モ3301（2代）は増結用車として運用された。また1957年（昭和32年）より三河線などの支線区における運用車両の体質改善を目的としてHL制御の車体更新車3700系（2代）が導入されると、制御方式が共通する本系列は3700系（2代）とも併結して運用された。

### 退役
前述した3700系（2代）の新造に際しては木造車体のHL車が種車に選定されていたが、1964年（昭和39年）より導入された3700系（2代）の改良版である3730系からは半鋼製車体のHL車も種車に選定されるようになった。当時既に新製から35年以上を経過して台枠部分や側柱、腰板部を中心とした外板など車体各部の経年劣化が進行していた本系列もまた、1965年（昭和40年）より3730系の増備に際してその主要機器を提供することとなった。
まず1965年（昭和40年）中にモ3350形3351・3352・3354 - 3356の5両が台車を含む主要機器を供出、廃車発生品や従来車からの振り替えで発生した台車・機器を転用して制御車化され、ク2340形2341 - 2345と形式・記号番号を改めた。そして翌1966年（昭和41年）より導入されたHL更新車の最終増備形式である3780系へ主要機器を提供するため、同年9月30日付でモ3300形3302・3304（2代）およびク2340形2344の計3両が、同年11月24日付でモ3350形3353・3358およびク2340形2341 - 2343・2345の計6両がそれぞれ除籍され、この段階でク2340形はわずか1年で形式消滅した。最後まで残存した4両、モ3300形3301（2代）・3303およびモ3350形3357・3359についても翌1967年（昭和42年）1月9日付で除籍され、愛電デハ3300形・デハ3600形・サハ2040形として導入された車両群は全車名鉄における運用を終了した。

## 地方私鉄への譲渡
本系列は廃車後も解体処分されることなく、全車が名鉄系列の地方私鉄事業者であった大井川鉄道（現・大井川鐵道）・北陸鉄道・豊橋鉄道の各社へ譲渡された。内訳は大井川鉄道向けに2両、北陸鉄道向けに7両、豊橋鉄道向けに4両である。いずれも台車を含む主要機器を3730系・3780系の新造に際して供出しているため車体のみの譲渡となり、譲渡先にて用意された台車・主要機器と組み合わされて竣功している。

### 大井川鉄道
モ3300形3302・モ3350形3359の2両が1967年（昭和42年）6月に譲渡され、モ3302は両運転台構造の制御電動車モハ300形302（2代）として、モ3359は制御車クハ500形508としてそれぞれ導入された。整備はクハ508が先行し、モハ200形201の台車などを転用して竣功した。またモハ302（2代）はモハ302（初代）より台車・主要機器を流用し、当初は記号番号を継承して竣功、のち名義変更手続きにより書類上1970年（昭和45年）2月自社工場新製の車両として新たにモハ309の記号番号が付与された。
導入後はモハ309・クハ508の2両で半固定編成を組成し、1971年（昭和46年）3月にはモハ309・クハ508とも車内座席を全席バス用の小形クロスシートに交換、集団離反型に配置してオールクロスシート仕様に改造された。
その後、クハ508は1980年（昭和55年）12月22日付で除籍された。編成相手を失ったモハ309は両運転台構造であることを生かして予備車として残存したものの、程なく千頭駅構内で長期間休車となったのち、1986年（昭和61年）7月14日付で除籍された。

### 北陸鉄道
1966年（昭和41年）から翌1967年（昭和42年）にかけて、モ3300形3301・3303・3304、モ3350形3353、ク2340形2341・2342・2344の計7両が順次譲渡された。モ3300形はモハ3100形・モハ3150形より台車・主要機器を転用して制御電動車モハ3770形3771 - 3773（元モ3304・モ3303・モ3301）として、モ3350形・ク2340形についても従来車より転用した機器・台車を装備して制御車クハ1720形1721 - 1724（元ク2344・モ3353・ク2341・ク2342）としてそれぞれ導入、全車とも石川総線へ配属された。
石川総線所属車両では最大となる大型車体を生かして特に朝夕ラッシュ時の輸送に重用された。導入後間もない1969年（昭和44年）12月にモハ3771が踏切事故で被災大破、復旧されることなく1971年（昭和46年）に廃車となり、その後1986年（昭和61年）にクハ1724が脱線事故で、翌1987年（昭和62年）にクハ1722が金名線廃止に伴う運用車両減少によってそれぞれ廃車となった。残るモハ3772・モハ3773・クハ1721・クハ1723は東急7000系（北鉄7000系）導入による石川線所属車両の一斉代替まで運用され、4両とも1990年（平成2年）12月30日付で除籍された。

### 豊橋鉄道
モ3350形3357・3358、ク2340形2343・2345の計4両が1967年（昭和42年）4月26日付認可で譲渡され、制御電動車モ1800形1801・1802（形式・記号番号とも初代、元モ3358・モ3357）および制御電動車モ1850形1851・1852（形式称号は初代、元ク2345・ク2343）として導入された。導入に際しては別途日本国有鉄道（国鉄）より廃車となったクモハ14形の主要機器の払い下げを受け、同4両の車体と組み合わせてモ1800形およびモ1850形を末尾同番号の車両同士で組成した2両編成2本に再編した。その際、導入先となる渥美線の軸重制限の都合から通常1両あたり4基搭載する主電動機を編成内の2両に分散配置し、1両あたり2基搭載の全電動車編成とした。
導入当時は渥美線の在籍車両中最も収容力の高い車両として重用された。その後側面客用扉増設による3扉化改造を施工され、平成年代に至るまで主力車両として運用されたが、渥美線の架線電圧1,500 V昇圧とそれに伴う名鉄7300系導入によって他形式同様に代替されることとなった。愛電デハ3300形・デハ3600形・サハ2040形に属する車両群の中では最後の現役車両であったモ1801-モ1851・モ1802-モ1852も昇圧前日の1997年（平成9年）7月1日限りで運用を離脱、同年9月30日付で従来車各形式とともに除籍された。